# Aynalem Hailu
Aynalem Hailu (Arba Minch, 12 de outubro de 1986) é um futebolista profissional etíope que atua como defensor.

## Carreira
Aynalem Hailu representou o elenco da Seleção Etíope de Futebol no Campeonato Africano das Nações de 2013.